# اچ‌تی‌سی وان ایکس
اچ‌تی‌سی وان ایکس (به انگلیسی: HTC One X) یک گوشی هوشمند دارای سیستم‌عامل اندروید نسخه ۴٫۰ است که در ماه فوریه ۲۰۱۲ معرفی شد.

## مشخصه‌ها

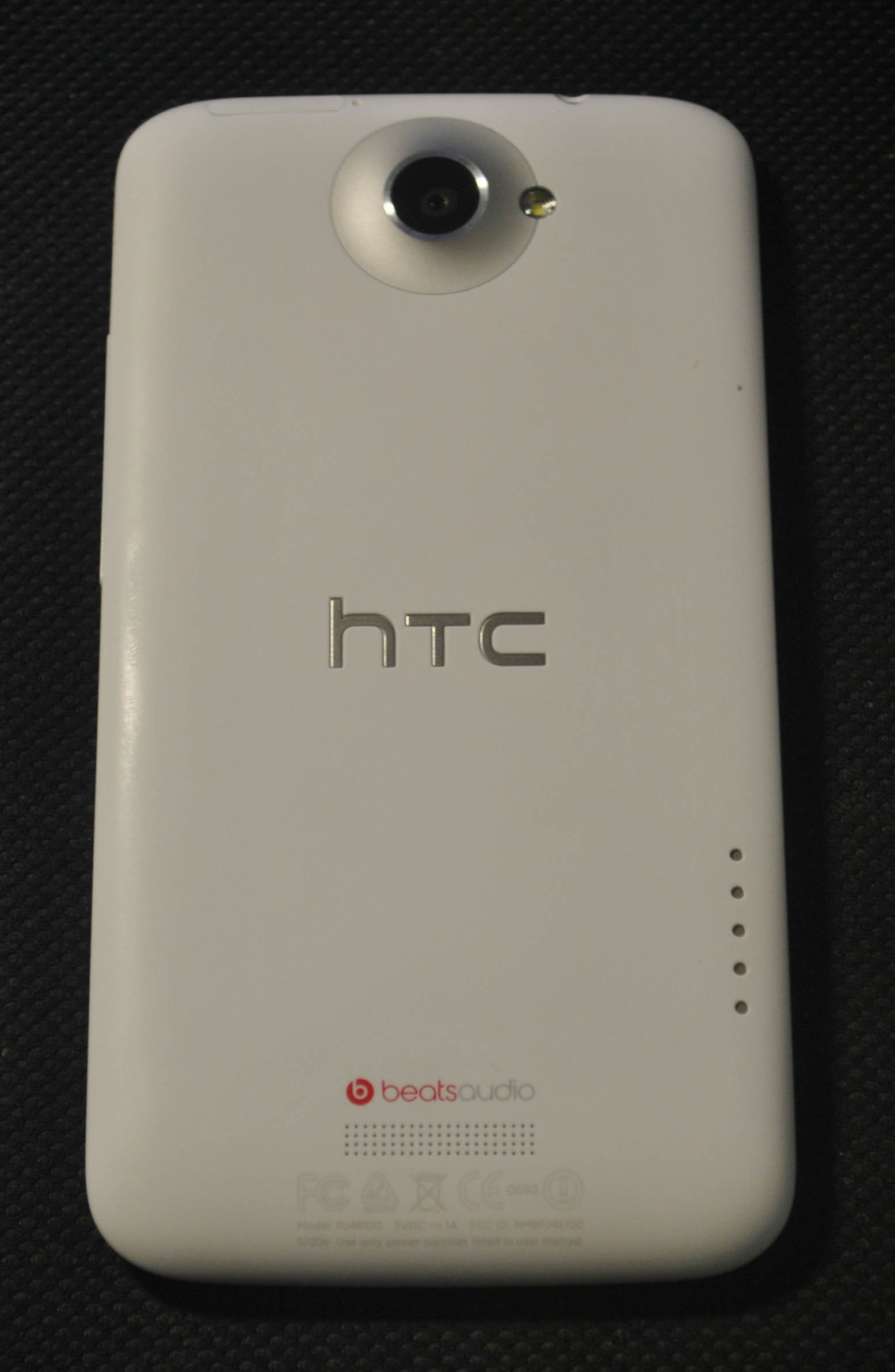
اچ‌تی‌سی وان ایکس

اچ‌تی‌سی وان ایکس مجهز به پردازنده چهار هسته‌ای تگرا ۳ شرکت انودیا(NVIDIA) با فرکانس ۱٫۵ گیگاهرتز به همراه یک گیگابایت رم می‌باشد. صفحه نمایش ۴٫۷ اینچی سوپر ال سی دی ۲ همراه با تکنولوژی IPS و با رزولوشن ۱۲۸۰×۷۲۰ پیکسل (اچ‌دی) و از نوع گوریلا گلاس (Gorilla Glass) می‌باشد. این گوشی دارای ۳۲ گیگابایت حافظ داخلی می‌باشد اما قابلیت ارتقاء از طریق اس دی کارت را دارا نمی‌باشد. دوربین ۸ مگاپیکسلی این اسمارت فون دارای قابلیت فوکوس اتوماتیک، فلش و قابلیت ضبط ویدئو فول اچ دی ۱۰۸۰ پیکسل با نرخ ۳۰ فرم بر ثانیه دارا می‌باشد و همپنین می‌توان هم‌زمان با فیلم‌برداری HD اقدام به عکس برداری کرد. اچ‌تی‌سی وان ایچ با Beats Audio عرضه می‌شود. دو میکروفون برای این اسمارت فون در نظر گرفته شده‌است تا به کاهش سروصدا و همچنین ضبط صدا با کیفیت استریو کمک کند. پورت HDMI، میکرو-یواس‌بی، وای-فای و بلوتوث نسخه ۴٫۰ نیز از دیگر مشخصات این گوشی است.

## اچ‌تی‌سی وان ایکس پلاس
اچ تی سی وان ایکس پلاس (+HTC One X) گوشی اندرویدی دارای شبکه ۲G و ۳G می‌باشد. از سری one است که درگاه ورودی سیمکارت آن از نوع میکرو (micro) می‌باشد. این گوشی از سیستم‌عامل اندروید(v4.1.1 (Jelly Bean پشتیبانی می‌کند. دارای صفحه نمایش ۴٫۷ خازنی از نوع super LCD۲ است و ۱۶٫۷۷۷٫۲۱۶ رنگ را پشتیبانی می‌کند. از قابلیت‌های این نوع صفحه نمایش می‌توان قابلیت چندین لمس هم‌زمان و تراکم ۳۱۲ پیکسلی نام برد. دوربین اصلی آن ۸ مگاپیکسلی است که مجهز به حسگر BSI است که برای عکس گفتن در شرایط نوری ضعیف مناسب است. دوربین دوم ۲ مگاپیکسلی با کیفیت HD می‌باشد.

### مشخصات
- پردازشگر ۴ هسته‌ای و ۱٫۷ گیگاهرتزی
- ۱ گیگابایت رم
- بهبود دهندهٔ صدای Beats
- عدم پشتیبانی از کارت حافظه
- نبود دکمه دوربین در بدنه

### مقایسه کوتاه
+HTC One X ظاهر بهتر به همراه جنس بدنه بهتری نسبت به نسل قبلی خود اچ‌تی‌سی وان ایکس دارد در کنار اینکه حافظه داخلی و قدرت باتری آن نیز افزایش پیدا کرده‌است.
یکی از رقیبان اصلی این گوشی سامسونگ گلکسی اس۴ است که شاید در قیمت برابر، مشتری‌ها به خرید این گوشی HTC بیش از Galaxy s۴ تمایل نشان دهند.
رقیب دیگر این گوشی LG Optimus G است که از نظر پرداشگر تقریباً در یک سطح قرار دارند اما برگ برنده HTC مجهز بودن به اندروید ۴٫۱ است، در حالی که LG Optimus G به صورت پیش‌فرض اندروید ۴٫۰ را بر روی خود دارد.

## اچ‌تی‌سی وان ایکس‌ال
اچ‌تی‌سی وان ایکس‌ال (به انگلیسی: HTC One XL) یک تلفن همراه هوشمند دارای سیستم‌عامل اندروید نسخه ۴ است که در فوریه ۲۰۱۲ و در جریان کنگره جهانی موبایل همان سال از سوی شرکت HTC معرفی شده‌است و تا پایان آوریل ۲۰۱۲ در دسترس خواهد بود.